# Платково (Смоленская область)
Платково — деревня в Монастырщинском районе Смоленской области России. Входит в состав Любавичского сельского поселения. По состоянию на 2024 год постоянного населения не имеет. На территории деревни не осталось каких либо строений. 
Расположена в западной части области в 25 км к юго-западу от Монастырщины, в 56 км западнее автодороги А141 Орёл — Витебск, на берегу реки Вихра. В 61 км восточнее деревни расположена железнодорожная станция Васьково на линии Смоленск — Рославль.

## Достопримечательности
На берегу реки Вихра раньше была деревянная мельница, на которую свозили зерно со всей округи. На сегодняшний день остались только «пни» на том месте, где она стояла.
Также в деревне на реке Вихра расположен брод.
- Остатки мельницы
- Один из домов

## История
В годы Великой Отечественной войны деревня была оккупирована гитлеровскими войсками в июле 1941 года, освобождена в сентябре 1943 года.

Сожжённые деревни Монастырщинского района.
"Тяжелые времена деревни Платково" - Захаров Игорь 3 класс.
19.04.2023
Деревня Платково находилась в 5 км от деревни Любавичи Любавичской сельской администрации Монастырщинского района. С одной стороны деревни ее окружал лес, с другой протекала река Вихра. В деревне был крахмалопаточный завод, мельница, куда со всей округи привозили на лошадях молоть зерно, плотина, сделанная из прутьев, камней и всяких подручных средств. В деревне Платково проживало более 200 человек, в 50-ти домах.
Началась Великая отечественная война, всех мужчин призвали на фронт, в деревне остались женщины, старики и дети.
27 сентября 1943 года немцы на пароме перебрались со стороны деревни Крупец в деревню Баченки и двинулись в направлении деревни Платково.
В это раннее утро моя прабабушка Худащевская Ефросинья Трофимовна вышла на улицу и видит, со стороны мельницы пламя пожара. Она вошла в дом, и говорит своим дочерям Шуре и Ане, а также своей сестре и племяннику: «Не пугайтесь, горит деревня».
Они выбежали на улицу и видят, как немцы с факелами на лошадях верхом поджигают крыши домов.
Дом моей прабабушки находился на окраине деревни, и пока немцы подъехали к их дому, они успели вынести кое – какие вещи, скарб.
Немцы сожгли все дома, кроме одного – Федосеенковой Химы Семеновны (ныне покойной), сожгли мельницу, крахмалопаточный завод, жителей деревни не тронули.
По-видимому, они узнали, что в деревне есть завод, мельница, плотина и решили все это сжечь. Все жители ушли в овраги. Моя прабабушка с двумя дочерьми, сестрой и племянником больше суток сидели во рву.
Немцы ушли и через некоторое время появились партизаны. Потом все стали копать себе землянки.
Наступили холода, и люди вынуждены были проситься на постой к жителям деревни Войнино и деревни Шелеговка, где их и приютили.
Мою прабабушку и ее дочерей приютила Буракова Степанида, там они прожили до весны, а затем стали строить свой дом. На следующую зиму они перешли в него жить, но он еще был не достроен, т.е. без полов и без печи. Вместо печи была поставлена грубка (буржуйка).
После войны завод и мельница были  восстановлены.

Записано со слов Худащевского Виктора Трифоновича из рассказа его матери Худащевской Ефросиньи Трофимовны (ныне покойной).